# Хендерсон, Элла
Элла Хендерсон (англ. Ella Henderson, наст. имя Габриэлла Мишель Хендерсон, англ. Gabriella Michelle Henderson; род. 12 января 1996, Тетни, Восточный Линдси, Линкольншир, Англия, Великобритания) — британская певица и автор песен. В 2012 году вышла в финал девятого сезона шоу «The X Factor», но заняла лишь шестое место, несмотря на то, что имела большие шансы на выигрыш. После этого, она подписала контракт с лейблом Syco Music.
Её дебютный сингл, «Ghost», в соавторстве с Райаном Теддером, вышел 8 июня 2014 года и восемь недель продержался в топ-5 в чартах Великобритании. 5 октября вышел второй сингл — Glow, а релиз дебютного альбома «Chapter One» состоялся 13 октября.

## Юность
Элла Хендерсон родилась и выросла в Тетни, недалеко от города Гримсби в графстве Линкольншир, в семье отца-шотландца по имени Шон и матери-англичанки шведского происхождения по имени Мишель. У неё есть два брата: Патрик и Фрейзер, и сестра Холли. В отрочестве у неё был большой интерес к моде, в частности винтажной, который она сохраняет.
Элла начала петь в возрасте трех лет и сама научилась играть на пианино несколько лет спустя. Она начала устраивать выступления для своей семьи на Рождество и сдружилась со своим дедом Биллом, предложившим Элле реализовывать её любовь к музыке и песням. Эти интересы получили дальнейшее развитие в начальной школе — подготовительной школе Св. Мартина в Гримсби, и впоследствии она решила пройти прослушивание на стипендию в Школе исполнительских искусств «Тринг Парк» в Хартфордшире. Ей удалось получить стипендию и проучиться в школе с 11 до 16 лет. Одновременно с ней в одной школе учился Дэн Феррари-Лейн, будущий участник бойз-бэнда «District3» и соперник Эллы на шоу «The X Factor» в 2012 году.
В начале 2012 года Хендерсон появилась на телеканале «Channel 4» в популярном шоу «Come Dine with Me», где исполнила песню «All I Want for Christmas Is You». Она была гостем Бьянки Гаскойн, друга семьи, а также пробовалась на шоу «The X Factor».

## Карьера

### 2012: The X Factor
В 2012 году Хендерсон проходила пробы девятого сезона шоу «The X Factor», где дошла до концертов под наставничеством Тулисы Контоставлос. Элла Хендерсон и Джеймс Артур оказались на двух нижних позициях на седьмую неделю и пели на выживание, после чего судьи разделились в мнениях. Решение «зашло в тупик», и после общественного голосования Артур получил 13,7 % голосов, а Хендерсон — 12,1 %. Ведущий Дермот О'Лири описал вылет Хендерсон как «одно из самых больших потрясений, имевшееся когда-либо на результатах шоу».
Во время шоу и после её вылета, ряд знаменитостей выступили в поддержку Хендерсон, в том числе Адель, Хлоя Морец, Саймон Коуэлл, Сара Милликан, Китти Брукнелл, Стивен Фрай, Лили Аллен, Ник Гримшоу и Шер. В 2013 году на «The Xtra Factor», О’Лири сказал, что по его мнению Хендерсон является наиболее талантливым исполнителем за его семь лет на шоу.
| Эпизод               | Тема                    | Песня                        | Оригинальный исполнитель | Результат               |
| -------------------- | ----------------------- | ---------------------------- | ------------------------ | ----------------------- |
| Первое прослушивание | Свободный выбор         | «Missed»                     | Собственное сочинение    | Прошла в буткамп        |
| Второе прослушивание | Свободный выбор         | «Midnight Train to Georgia»  | Gladys Knight & the Pips | Прошла в буткамп        |
| Буткамп              | Сольное выступление     | «Believe»                    | Шер                      | Прошла в дом Наставника |
| Дом Наставника       | Свободный выбор         | «I Won't Give Up»            | Джейсон Мраз             | Прошла в Живое шоу      |
| Живое шоу 1          | Герои                   | «Rule the World»             | Take That                | Прошла (3-е место)      |
| Живое шоу 2          | Песни о любви           | «Lovin' You»                 | Минни Рипертон           | Прошла (4-е)            |
| Живое шоу 3          | Клубная классика        | «You Got the Love»           | Канди Стэйтон            | Прошла (3-е)            |
| Живое шоу 4          | Хэллоуин                | «Bring Me to Life»           | Evanescence              | Прошла (6-е)            |
| Живое шоу 5          | № 1                     | «Firework»                   | Кэти Перри               | Прошла (5-е)            |
| Живое шоу 6          | Лучшие британские песни | «Written in the Stars»       | Тайни Темпа              | Прошла (4-е)            |
| Живое шоу 7          | Запретный плод          | «You’re the One That I Want» | Бриолин                  | Вылет (6-е)             |
| Живое шоу 7          | Заключительная песня    | «If You’re Not the One»      | Дэниел Бедингфилд        | Вылет (6-е)             |

### 2013—2015: дебютный альбом «Chapter One»

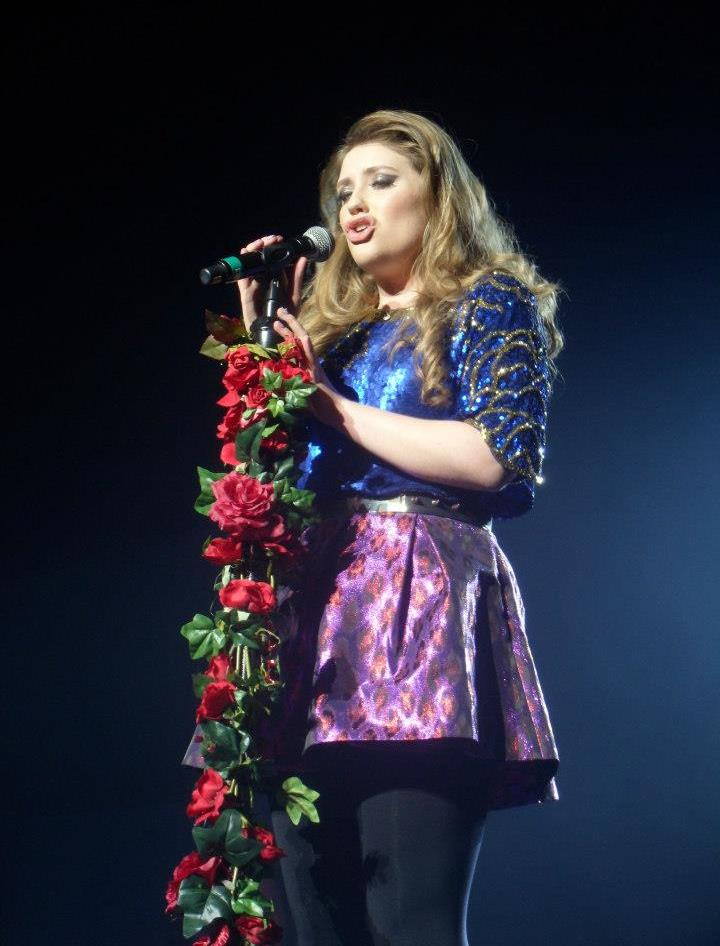
Хендерсон в 2013 году.

15 декабря 2012 года Хендерсон появилась в программе ирландского телевидения RTÉ — The Saturday Night Show, где исполнила песню «Тихая ночь» и во время интервью подтвердила, что подписала контракт с лейблом Sony Music Entertainment.
24 декабря она выступила на шоу Майлин Класс на радио «Heart», спев песни «Last Christmas» и «Have Yourself a Merry Little Christmas».
22 января 2013 года Хендерсон подтвердила подписание контракта с лейблом Саймона Коуэлла — Syco Music. В январе и феврале Элла Хендерсон принимала участие в «X Factor Live Tour» с четырьмя песнями: «Missed», «Believe», «Rule the World» и «You Got the Love». 23 января она выступила с «Believe» на церемонии вручения 18-й Национальной телевизионной премии. 9 июня она появилась в качестве специального гостя на фестивале Summertime Ball и исполнила песню Beneath Your Beautiful в дуэте с Лабринтом.
В 2013 году Хендерсон выпустила ряд песен на YouTube, в том числе перепетые «Hold On, We're Going Home» Дрейка и «Love Me Again» Джона Ньюмена, а также четыре оригинальных песни: «Evaporate» (исполнявшаяся ранее в прямом эфире на «The Xtra Factor»), «Waiting», «Five Tattoos» и «The First Time».
В марте 2014 года, Хендерсон объявила название своего дебютного альбома — Chapter One, написанного в сотрудничестве с рядом писателей и продюсеров в том числе: Клод Келли (писал для Бритни Спирс, Келли Кларксон , Джесси Джей, Майкла Джексона), Эг Уайт (Адель, Том Оделл, Уилл Янг, Даффи и Джеймс Моррисон), Салам Реми (Нэс, Эми Уайнхаус, Ферги, Алиша Киз), Ричард «Биф» Станнард, Бэйбифейс (Мадонна, Джанет Джексон, Ариана Гранде) и TMS (Professor Green, Эмели Санде и Little Mix). Кроме того, было сообщено, что Хендерсон встретилась с Санде, чтобы «работать над музыкой вместе».
В марте 2014 года Элла Хендерсон заявила, что её дебютным синглом будет «Ghost», в соавторстве с Райаном Теддером. Клип на эту песню был снят в Новом Орлеане и премьера состоялась 23 апреля. Сам сингл был выпущен 8 июня, а альбом выйдет осенью 2014 года. Первый раз, Элла Хендерсон исполнила песню «Ghost» 26 мая на первом полуфинале шоу «Britain's Got Talent». Второй сингл Хендерсон — «Glow» в соавторстве с Камиллой, выйдет 5 октября.
Дебютный студийный альбом Хендерсон, Chapter One, был выпущен 13 октября 2014 года. Он был написан в сотрудничестве с рядом композиторов и продюсеров, включая Клода Келли, Салама Реми, Бэбифейса и TMS. Альбом достиг первой строчки в UK Albums Chart. Он был сертифицирован платиновым. Кроме того, альбом вошел в топ-20 Австралии, Австрии, Дании, Ирландии, Новой Зеландии, Норвегии, Швейцарии и США. Третий и четвёртый синглы, «Yours» и «Mirror Man», были выпущены 30 ноября 2014 года и 9 марта 2015 года соответственно.
Хендерсон выступила на разогреве во время тура Take That Live 2015 UK tour группы Take That. Она также участвовала в записи сингла «Here for You» совместно с Kygo, который был выпущен 4 сентября. Сингл стал успешным и достиг пика топ-20 в Нидерландах, Норвегии, Швеции, Швейцарии и Великобритании.

### 2016—настоящее время: Asylum Records и второй альбом Glorious
В апреле 2017 года стало известно, что Хендерсон выступит в туре Джеймса Артура. В июне она исполнила кавер-версию песни Simon & Garfunkel «Bridge over Troubled Water» вместе с другими исполнителями, включая Леону Льюис, Луиса Томлинсона, Лиама Пейна, Джеймса Артура, Луизу Джонсон и Мэтта Терри. Кавер был записан для сбора денег жертвам пожара в Гренфелл-Тауэр.
В мае 2018 года Хендерсон подтвердила, что завершила работу над своим вторым студийным альбомом. Позже, в том же году она подписала контракт с лейблом Asylum Records. Она также поддержала группу Rudimental в их европейском турне.
13 сентября 2019 года Хендерсон выпустила песню «Glorious» в качестве ведущего сингла со своего одноимённого альбома. Второй сингл, «Young», был выпущен 11 октября. Хендерсон также участвовала в записи сингла Jax Jones «This Is Real» с его дебютного альбома Snacks (Supersize), который был выпущен 11 октября, а также сингла Sigala «We Got Love», выпущенный 1 ноября. Оба трека попали в чарты Великобритании, достигнув 9 и 42 строчки. 
12 июня 2020 года Хендерсон выпустила сингл «Take Care Of You». Песня достигла 50-го места в Великобритании. 2 октября 2020 года Хендерсон выпустила сингл Dream On Me вместе с диджеем, Роджером Санчесом.

## Дискография

### Альбомы
| Название    | Детали                                                               |
| ----------- | -------------------------------------------------------------------- |
| Chapter One | - Выпуск: 13 октября 2014 - Лейбл: Syco Music - Формат: Цифровой, CD |

### Синглы
| Название                                                                           | Год  | Позиции в чартах | Позиции в чартах | Позиции в чартах | Позиции в чартах | Позиции в чартах | Позиции в чартах | Позиции в чартах | Позиции в чартах | Позиции в чартах | Позиции в чартах | Позиции в чартах | Позиции в чартах | Сертификаты                                                         | Альбом      |
| Название                                                                           | Год  | UK               | AUS              | AUT              | DEN              | GER              | IRE              | NL               | NZ               | POL              | SCO              | SWE              | SWI              | Сертификаты                                                         | Альбом      |
| ---------------------------------------------------------------------------------- | ---- | ---------------- | ---------------- | ---------------- | ---------------- | ---------------- | ---------------- | ---------------- | ---------------- | ---------------- | ---------------- | ---------------- | ---------------- | ------------------------------------------------------------------- | ----------- |
| «Ghost»                                                                            | 2014 | 1                | 3                | 3                | 15               | 3                | 1                | 32               | 4                | 18               | 1                | 13               | 10               | - BPI: Платина - ARIA: 2× Платина - IFPI SWE: Золото - RMNZ: Золото | Chapter One |
| «Glow»                                                                             | 2014 | —                | 49               | —                | —                | —                | —                | —                | 26               | —                | —                | —                | —                |                                                                     | Chapter One |
| Знак «—» обозначает то, что запись не была выпущена на соответствующей территории. |      |                  |                  |                  |                  |                  |                  |                  |                  |                  |                  |                  |                  |                                                                     |             |

## Награды и номинации
| Год  | Организация                                   | Награда                         | Результат |
| ---- | --------------------------------------------- | ------------------------------- | --------- |
| 2014 | BBC Music Awards                              | Song of the Year: «Ghost»       | Номинация |
| 2014 | Radio 1 Teen Awards                           | Best British Solo Artist        | Номинация |
| 2014 | Radio 1 Teen Awards                           | Best British Breakthrough       | Номинация |
| 2014 | Cosmopolitan Ultimate Women of the Year Award | UK Music Artist                 | Победа    |
| 2014 | Attitude Awards                               | Best Breakthrough Artist        | Победа    |
| 2014 | Digital Spy Awards                            | Single of the Year: «Ghost»     | Победа    |
| 2015 | The BRIT Awards                               | Best British Female Solo Artist | Номинация |
| 2015 | The BRIT Awards                               | Best British Single: «Ghost»    | Номинация |
| 2015 | VH1                                           | VH1 Artist of the Year          | Номинация |